# Samuel Iling-Junior
Samuel Iling-Junior (Islington, 4 de outubro de 2003) é um futebolista britânico que atua como lateral-esquerdo e ponta-esquerda. Atualmente joga no Middlesbrough.

## Carreira

### Formação na base do Chelsea
Nascido em Islington, na Grande Londres, Iling-Junior ingressou nas categorias de base do Chelsea em 2011, onde permaneceu até 2020. Recebeu propostas de Paris Saint-Germain, Bayern de Munique, Borussia Dortmund e Juventus, optando em assinar pelo clube italiano em setembro.[carece de fontes?]

### Juventus
Em outubro, agora como atleta da Juventus, foi incluído em uma lista de 60 melhores jogadores jovens nascidos em 2003 publicada pelo The Guardian, e em abril de 2021 foi relacionado pela primeira vez para uma partida do time B da Vecchia Signora, contra o Alessandria, pela Série C, mas não entrou em campo. Encerrou a temporada com 4 gols e 7 assistências em 19 jogos pela equipe Sub-19.[carece de fontes?]
Em agosto, fez sua estreia profissional na vitória da Juventus B por 3 a 2 sobre o Pro Sesto, pela Coppa Italia Serie C, enquando seu primeiro jogo pela Série C foi em outubro, substituindo Nikola Sekulov no segundo tempo da partida frente ao Mantova. Iling-Junior ainda seria relacionado pela primeira vez ao time principal da Juventus em maio de 2022, inscrito com a camisa 57, mas não saiu do banco de reservas no jogo contra a Fiorentina, pela última rodada da Série A.[carece de fontes?]
Em setembro do mesmo ano, Iling-Junior marcou seu primeiro gol como profissional na vitória por 2 a 0 sobre o Trento, enquanto a estreira no elenco principal da Juventus foi na vitória por 4 a 0 sobre o Empoli, substituindo Filip Kostić aos 84 minutos.[carece de fontes?]
O primeiro jogo do ponta-esquerda na Liga dos Campeões da UEFA foi contra o Benfica, em outubro, e novamente entrando como substituto de Kostić. A partida, no entanto, terminou com derrota juventina por 4 a 1. Em dezembro, a Juventus anunciou que Iling-Junior renovou seu contrato até 2025, além de integrá-lo em definitivo ao elenco principal.
Em maio de 2023, marcou seu primeiro gol como jogador do time principal da Juventus, na vitória por 2 a 0 sobre a Atalanta.

### Aston Villa
Em 1 de julho de 2024, Iling-Junior assinou com o  Aston Villa, clube da Premier League, como parte de uma transferência dupla da Juventus, ao lado de Enzo Barrenechea. O acordo exigiu uma taxa de 14 milhões de euros, mais 3 milhões de euros em complementos, e estava relacionado à transferência de Douglas Luiz para a Juventus, apesar de ser uma transação separada.

### Bologna
Em 27 de agosto de 2024, Illing-Junior assinou com o Bologna, por empréstimo de uma temporada.

## Carreira internacional
Descendente de congoleses, Iling-Junior joga nas seleções de base da Inglaterra desde 2018, vencendo a Eurocopa Sub-19 em 2022.

## Estilo de jogo
Iling-Junior atua principalmente como ponta-esquerda ou direita, e sua versatilidade permitiu que o técnico da equipe Sub-19 da Juventus, Andrea Bonatti, o escalasse como lateral-esquerdo, atacante, meia ofensivo ou meia central. Suas principais qualidades são as habilidades no gol, drible e velocidade.

## Títulos
Juventus
- Copa da Itália: 2023–24[24]

Inglaterra Sub-19
- Eurocopa Sub-19: 2022[25]